# 胡阿毛
胡阿毛（？—1932年2月27日），中华民国上海市的汽车司机，於上海南市救火会任职。一二八事变后，1932年2月26日下午，胡阿毛驾驶汽车在虹口百老汇路被日本军搜出驾驶执照，带到汇山码头司令部拘禁。第二天早晨，四名日本士兵迫令胡阿毛到附近预停的上，他驾驶装满子弹军火的卡车，开往公大纱厂。胡阿毛无奈，在日本士兵监押下疾驶。途径黄浦江边时，横转车头，直冲浦江，与车上的四名日本士兵同归于尽。